# 八幡村 (群馬県多野郡)
八幡村（やわたむら）は群馬県の南西部、多野郡に属していた村。現在の高崎市南八幡地区に相当する。

## 地理
村の南部を鏑川、北部を烏川が流れる。

## 歴史
- 1889年（明治22年）4月1日 - 町村制施行により、山名村、根小屋村、木部村、阿久津村が合併し緑野郡八幡村が成立する。
- 1896年（明治29年）4月1日 - 緑野郡・多胡郡・南甘楽郡の合併により、多野郡に所属する。
- 1956年（昭和31年）9月30日 - 群馬郡大類村とともに高崎市へ編入される。